# Joseph C. Stinson
Joseph C. Stinson (...) è uno sceneggiatore statunitense.
Ha collaborato soprattutto con Clint Eastwood, scrivendo le sceneggiature dei film Coraggio... fatti ammazzare (Sudden Impact) del 1983, basato sul soggetto di Earl E. Smith e Charles B. Pierce, Gunny (Heartbreak Ridge) del 1986, co-scritto con James Carabatsos, e Per piacere... non salvarmi più la vita (City Heat), diretto da Richard Benjamin (1984). Fu autore anche dello script del primo film come regista di Burt Reynolds, Scherzare col fuoco (Stick) .